# Тоон
Тоон (яп. 東温市 То:он-си) — город в Японии, находящийся в префектуре Эхимэ. Площадь города составляет 211,45 км², население — 34 635 человек (1 августа 2014), плотность населения — 163,80 чел./км².

## Географическое положение
Город расположен на острове Сикоку в префектуре Эхимэ региона Сикоку. С ним граничат города Мацуяма, Имабари, Сайдзё и посёлок Кумакоген.

## Население
Население города составляет 34 635 человек (1 августа 2014), а плотность — 163,80 чел./км². Изменение численности населения с 1980 по 2005 годы:
| 1980 | 29 276 чел. |  |
| 1985 | 31 306 чел. |  |
| 1990 | 31 753 чел. |  |
| 1995 | 33 058 чел. |  |
| 2000 | 34 701 чел. |  |
| 2005 | 35 278 чел. |  |

## Символика
Деревом города считается Benthamidia florida, цветком — цветок сакуры.